# Paradisaea raggiana
Paradisaea raggiana (лат.) — вид воробьинообразных птиц из семейства райских птиц (Paradisaeidae). Выделяют четыре подвида. Эта райская птица распространена в Новой Гвинее. Длина тела — 33 см. Самцы весят от 240 до 295 г. Самки значительно легче самцов и весят от 135 до 210 г. Рацион райской птицы состоит из фруктов и насекомых.
Птица этого вида изображена на флаге и эмблеме Папуа — Новой Гвинеи и является национальным символом этой страны.